# De Regge
De Regge was een waterschap in de Nederlandse provincie Overijssel opgericht op 19 april 1884. Het waterschap bestond tot 1 januari 1970, waarop het samenging met het waterschap Benedendinkel en het niet in waterschapsverband opgenomen Boven-Dinkelgebied. 

## Ontstaansgeschiedenis
Waterschap De Regge werd op 19 april 1884 door de staten van Overijssel opgericht. De oppervlakte van waterschap De Regge bedroeg ten tijde van oprichting 114.000 hectare. De grote wateroverlast in het Reggegebied was de aanleiding tot de oprichting van het waterschap. Al in 1846 werd door het bestuur van de gemeente Vriezenveen en inwoners van Rijssen en Enter aangegeven dat er gebrekkige waterhuishouding ten westen van Vriezenveen en in het Reggegebied is. De staten van Overijssel zagen zich genoodzaakt een onderzoek in te stellen naar de waterstaatkundige toestand van Twente. Hiervoor werd opdracht gegeven aan 1e luitenant der artillerie W. Staring, die vervolgens zijn collega T.J. Stieltjes om medewerking vroeg. Zij brachten in 1848 een uitgebreid verslag met aanbevelingen uit, waar gedurende 20 jaar niets mee gebeurde. In 1868 was de maat vol en werd er een vereniging van grondeigenaren en landbouwers opgericht die als doel had het opsporen van de gebrekkige waterafvoer in Twente. Zij zonden op 2 juli 1868 een rekest aan Zijne majesteit Koning Willem III. Dit rekest, verschillende beroepschriften en berichten via de pers waren de oorzaak dat de Staten van Overijssel 1e luitenant Staring de opdracht gaven tot het maken van een plan ter verbetering van de waterafvoer in Twente. Zijn rapport verscheen in 1872, waarin naar voren kwam dat de afwateringstoestanden verbeterd kon worden door de oprichting van waterschappen voor De Schipbeek, De Regge, De Dinkel, De Boven-Vecht en de Beneden-Vecht. Op 8 juli 1880 werd naar aanleiding van het rapport Stieltjes een commissie ingesteld die de taak had de voorbereidingen te treffen voor het vormen van 1 of meerdere waterschappen en het ontwerpen van de vereiste reglementen. In 1882 was er van deze commissie nog geen rapportage binnengekomen waarop door de heer C.H. Stork, advocaat te Stad-Almelo, een adres aan de commissie werd gezonden, voorzien van 2264 handtekeningen met het verzoek nu met de resultaten voor de dag te komen. Dit had resultaat en spoedig werd een ontwerpreglement aan de staten van Overijssel aangeboden. Op 23 november 1883 besloten de staten van Overijssel tot oprichting van het waterschap De Regge. Aanvankelijk had het waterschap alleen de zorg voor de afwatering in het gebied (waterbeheersing). Per 1 september 1962 werd het waterschap tevens belast met de zuivering van afvalwater.